# 錫達波因特 (伊利諾伊州)
錫達波因特（英語：Cedar Point）是位於美國伊利諾伊州拉薩爾縣的一個村落。

## 地理
錫達波因特的座標為41°15′46″N 89°07′35″W / 41.26278°N 89.12639°W，而該地最高點為海拔高度199米（即653英尺）。

## 人口
根據2010年美國人口普查的數據，錫達波因特的面積為2.64平方千米，當中陸地面積為2.64平方千米，而水域面積為0.00平方千米。當地共有人口277人，而人口密度為每平方千米104人。